# Аквилия Блезила
Аквилия Блезила (на латински: Aquilia Blaesilla) e прабаба по майчина линия на римския император Септимий Север.

## Произход
Произлиза от Лептис Магна (югоизточно от Картаген (днешна Либия) в Северна Африка. Дъщеря е на Гай Аквилий Постум (* 55) и съпругата му Хатерия (* 70).

## Фамилия
Омъжва се за Луций Плавций Октавиан (90 – 150), благородник от Лептис Магна. Двамата имат две деца, син и дъщеря:
- син Гай Фулвий Плавциан (* 130), който е баща на
  - Гай Фулвий Плавциан (* 150; + 205 г.; консул 203 г.), който се жени за Хортензия
    - Фулвия Плавцила, Августа, съпруга на наследника на трона Каракала, преди да стане римски император
      - дъщеря (* 204 г.)

    - Гай Фулвий Плавт Хортензиан (170 – 211), женен за Аврелия и има дъщеря
      - Фулвия (* ок. 192 г.), която се омъжва за Луций Нераций Юний Мацер (* 185 г. и консул, consularis vir in Saepinum)

- дъщеря Плавция Октавила (* 110), която се омъжва за Фулвий Пий (* 100) и има дъщеря
  - Фулвия Пия (125 – 198), която се омъжва за Публий Септимий Гета и става майка на
    - Септимий Север (146 – 211), римски император (193 – 211), женен за Юлия Домна
      - Каракала (Луций Септимий Басиан), император (198 – 217), женен за Фулвия Плавцила
      - Гета (Публий (Луций) Септимий Гета), император (209 – 211)

    - Публий Септимий Гета (консул 203 г.)
    - Септимия Октавила